# Simon Jensen Band
Simon Jensen Band är ett jazzinspirerat instrumentalband från Göteborg. Det startades 2004 av flöjtisten Simon Jensen, tidigare medlem av bandet Grovjobb.
I januari 2005 släpptes bandets debutalbum All You Can Eat.